# Faith Kipyegonová
Faith Kipyegonová (* 10. ledna 1994, Keňa) je keňská atletka, běžkyně na střední vzdálenosti, trojnásobná olympijská vítězka v běhu na 1500 metrů. Od června 2023 je držitelkou tří světových rekordů v běhu na 1 500 m, běhu na 1 míli (vzdálenost 1609,35 m) a běhu na 5 000 m.

## Kariéra
V roce 2012 se stala juniorskou mistryní světa v běhu na 1500 metrů. O rok později na světovém šampionátu v Moskvě doběhla ve finále této disciplíny pátá. Na mistrovství světa v Pekingu v roce 2015 vybojovala stříbrnou medaili v běhu na 1500 metrů. Největším úspěchem pro ni bylo vítězství v běhu na 1500 metrů na olympiádě v Rio de Janeiru v roce 2016. V následující sezóně na olympijské zlato navázala vítězstvím v běhu na 1500 metrů na světovém šampionátu v Londýně. 

## Osobní rekordy
- 1 500 m – 3:49,04 (7. července 2024, Stade Sébastien-Charléty, Paříž)  (Současný světový rekord)
- 1 míle – 4:07,64 (21. červenec 2023, Meeting Herculis, Monako)  (Současný světový rekord)
- 5 000 m – 14:05,20 (9. června 2023, Meeting de Paris, Paříž)  (Současný světový rekord)